# 붕구
붕구(콩고어: Vungu 또는 Bungu), 또는 붕구 왕국은 오늘날 콩고 공화국과 콩고 민주 공화국 사이의 마욤베에 위치했던 왕국이다. 응오요와 함께 카콩고 연합을 주도했다. 붕구는 음펨바, 디아은라자 칠왕국과 접경해 있었다. 붕구는 음펨바, 음바타 왕국 등과 함께 콩고 왕국의 전신으로 여겨진다.

## 역사
붕구 왕국이 얼마나 오래되었는지에 대한 기록은 남아있지 않다. 최초의 언급은 1535년 콩고 왕국의 왕인 아폰수 1세가 적은 편지에서 등장하는데, 그는 자신이 통치했던 왕국들을 나열하는 중 붕구로 추정되는 'JBungu' 왕국을 언급했다. 1624년, 예수회 사제인 마테우스 카르도수는 붕구가 콩고 왕국의 초대 왕이 콩고강을 건너 콩고를 정복하기 이전에 다스렸던 곳이라고 언급한다. 같은 해 콩고의 페드루 2세는 붕구가 자가족에 의해 침략당했다고 언급했다.

## 같이 보기
- 콩고 왕국
- 카콩고 연합
- 응오요